# Wojewodowie lubelscy
Jednostka administracyjnego podziału kraju poziomu wojewódzkiego ze stolicą w Lublinie istnieje nieprzerwanie od 1474 roku. Prócz województwa przedrozbiorowej Polski, które istniało do 1795, istniały tu także: cyrkuł (1796–1809), departament (1810–1815), województwo (1816–1837), gubernia (1837–1915), siedziba Generalnego Gubernatorstwa Wojskowego (1915–1918), województwo (1919–1939), dystrykt (1939–1944) oraz województwa: 1944–1975, 1975–1998 i najnowsze istniejące od 1999.
W artykule wypisano osoby z różnych jednostek administracyjnych, wbrew nazwie artykułu, ale w celu dostarczenia informacji w jednym miejscu.

## Wojewodowie lubelscy w czasach Jagiellonów
| Wojewoda                                 | Lata sprawowania urzędu | Uwagi                          |
| ---------------------------------------- | ----------------------- | ------------------------------ |
| Dobiesław Kmita z Wiśnicza, Śrzeniawczyk | 1474–1478               |                                |
| Stanisław Wątróbka ze Strzelec           | 1478                    |                                |
| Jan Feliks Tarnowski                     | 1480–1484               |                                |
| Dobiesław Kurozwęcki                     | 1484–1494               |                                |
| Mikołaj z Ostrowa                        | 1494–1499               |                                |
| Jan Feliks Szram Tarnowski               | 1499–1501               | syn Jana Feliksa Tarnowskiego  |
| Mikołaj Kurozwęcki                       | 1502–1507               | brat Dobiesława                |
| Mikołaj Firlej                           | 1507–1514               |                                |
| Andrzej Tęczyński                        | 1515–1519               |                                |
| Jan Oleśnicki z Bochotnicy               | 1520–1537               | znany też jako Jan Bochotnicki |
| Piotr Firlej                             | 1537–1545               | syn Mikołaja                   |
| Andrzej Tęczyński                        | 1545–1561               | bratanek Andrzeja              |
| Jan Firlej                               | 1561–1563               | syn Piotra                     |
| Mikołaj Maciejowski                      | 1563 – marzec 1574      |                                |

## Wojewodowie lubelscy w czasach monarchii elekcyjnej
| Wojewoda                    | Lata sprawowania urzędu | Uwagi                             |
| --------------------------- | ----------------------- | --------------------------------- |
| Jan Tarło                   | 1574–1587               |                                   |
| Mikołaj Firlej              | 1588                    | syn Piotra; brat Jana             |
| Mikołaj Zebrzydowski        | 1589–1596               |                                   |
| Marek Sobieski              | 1597–1605               |                                   |
| Gabriel Tęczyński           | 1606–1613               | wnuk Andrzeja (2)                 |
| Piotr Firlej                | 1617–1619               | syn Jana                          |
| Mikołaj Oleśnicki           | 1619–1629               |                                   |
| Piotr Aleksander Tarło      | 1630–1649               | syn Jana                          |
| Jan Aleksander Tarło        | 1650–1665               | syn Piotra Aleksandra             |
| Władysław Rey               | 1666–1682               | syn Andrzeja, starosty libuskiego |
| Marcin Zamoyski             | 1683–1685               |                                   |
| Karol Tarło                 | 1685–1689               |                                   |
| Stanisław Tarło             | 1689–1705               |                                   |
| Aleksander Ciołek Drzewicki | 1705–1706               |                                   |
| Adam Piotr Tarło            | 1706–1719               | syn Karola                        |
| Jan Tarło                   | 1719–1736               | syn Stanisława                    |
| Adam Tarło                  | 1736–1744               |                                   |
| Tomasz Antoni Zamoyski      | 1744– 1751              |                                   |
| Antoni Lubomirski           | 1752– 1778              |                                   |
| Ignacy Twardowski           | 1778–1782               |                                   |
| Kajetan Hryniewicki         | 1782–1795               |                                   |

## Prefekci Departamentu Lubelskiego 1809–1815
| Prefekt            | Lata sprawowania urzędu |
| ------------------ | ----------------------- |
| Maciej Jabłonowski | ok. roku 1811           |

## Wojewodowie lubelscy w latach 1816–1837
(do uzupełnienia)

## Gubernatorzy lubelscy w latach 1837–1915
| Gubernator              | Lata sprawowania urzędu               | Uwagi                        |
| ----------------------- | ------------------------------------- | ---------------------------- |
| Mark Albertow           | 23 lutego 1837 – 8 listopada 1851     |                              |
| Stanisław Mackiewicz    | 1856 – 25 marca 1861                  | p.o. 8 listopada 1851 – 1856 |
| Antoni Boduszyński      | 25 marca 1861 – 13 sierpnia 1863      |                              |
| Michaił Buckowskij      | 13 sierpnia 1863 – 5 czerwca 1875     |                              |
| Konstantin Lisz         | 5 czerwca 1875 – 18 października 1880 |                              |
| Leonid Stamerow         | 2 listopada 1880 – 18 marca 1886      |                              |
| Włodzimierz Tchórzewski | 18 marca 1886 – 1905                  |                              |
| Jewgienij Mienkin       | 19 marca 1905 – 1912                  |                              |
| Arkadij Kielepowskij    | 16 maja 1912 – 1914                   |                              |
| Ilja Sterligow          | 1915–1917                             |                              |

## Generalni Gubernatorzy Wojskowi 1915–1918
| Generalny Gubernator      | Lata sprawowania urzędu   |
| ------------------------- | ------------------------- |
| Erich Freiherr von Diller | wrzesień 1915 – maj 1916  |
| Karl von Kuk              | maj 1916 – maj 1917       |
| Stanisław Szeptycki       | czerwiec 1917 – luty 1918 |
| Anton Lipoščak            | luty 1918 – listopad 1918 |

## Wojewodowie lubelscy w latach 1919–1939
| Wojewoda                  | Lata sprawowania urzędu                |
| ------------------------- | -------------------------------------- |
| Stanisław Moskalewski     | 17 listopada 1919 – 3 listopada 1926   |
| Antoni Remiszewski        | 3 listopada 1926 – 1 października 1930 |
| Bolesław Jerzy Świdziński | 1 października 1930 – 8 lutego 1933    |
| Józef Bolesław Rożniecki  | 10 lutego 1933 – 8 września 1937       |
| Jerzy Albin de Tramecourt | 8 września 1937 – 17 września 1939     |

## Polskie władze podziemne
(do uzupełnienia)
| Delegat rządu (Ujawniony) | Okres sprawowania urzędu |
| ------------------------- | ------------------------ |
| Władysław Cholewa         | lipiec 1944              |

## Niemieckie władze okupacyjne wojskowe i cywilne 1939–1944
| Zarząd wojskowy na terenach okupowanych    | Lata sprawowania urzędu                           | Uwagi                                                       |
| ------------------------------------------ | ------------------------------------------------- | ----------------------------------------------------------- |
| Johannes Blaskowitz, Walther von Reichenau | wrzesień 1939 – 13 października 1939              |                                                             |
| Curt Liebmann                              | 13 października 1939 – 25 października 1939       |                                                             |
| Cywilna administracja tymczasowa           |                                                   |                                                             |
| (Imię nieznane) Kessler                    | 16 października 1939 – przed 26 października 1939 |                                                             |
| Friedrich Schmidt                          | 26 października 1939 – 30 października 1939       |                                                             |
| Szefowie dystryktu lubelskiego             |                                                   |                                                             |
| Friedrich Schmidt                          | 1 listopada 1939 – 31 stycznia 1940               |                                                             |
| Ernst Otto Emil Zörner                     | 1 lutego 1940 – 30 września 1941                  |                                                             |
| Gubernatorzy                               |                                                   |                                                             |
| Ernst Otto Emil Zörner                     | 1 października 1941 – 10 kwietnia 1942            | sprawował urząd do 21 lutego, zastępował go Richard Wendler |
| Ludwig Fischer                             | 10 kwietnia 1942 – 26 maja 1943                   |                                                             |
| Richard Wendler                            | 26 maja 1943 – 23 lipca 1944                      |                                                             |

## Wojewodowie lubelscy w latach 1944–1950
| Wojewoda        | Lata sprawowania urzędu             |
| --------------- | ----------------------------------- |
| Kazimierz Sidor | październik 1944 – 13 stycznia 1945 |
| Wacław Rózga    | 13 stycznia 1945 – luty 1949        |
| Paweł Dąbek     | luty 1949 – 25 maja 1950            |

## Przewodniczący Prezydium Lubelskiej Wojewódzkiej Rady Narodowej 1950–1973
| Przewodniczący    | Lata sprawowania urzędu            |
| ----------------- | ---------------------------------- |
| Paweł Dąbek       | 25 maja 1950 – 17 lutego 1952      |
| Zenon Kryński     | 17 lutego 1952 – 6 lutego 1953     |
| Kazimierz Głębski | 6 lutego 1953 – 15 grudnia 1954    |
| Włodzimierz Migoń | 15 grudnia 1954 – 15 maja 1956     |
| Jerzy Popko       | 15 maja 1956 – 8 listopada 1956    |
| Paweł Dąbek       | 8 listopada 1956 – 14 czerwca 1969 |
| Ryszard Wójcik    | 14 czerwca 1969 – 12 grudnia 1973  |

## Wojewodowie lubelscy w latach 1973–1998
| Wojewoda            | Lata sprawowania urzędu              |
| ------------------- | ------------------------------------ |
| Ryszard Wójcik      | 12 grudnia 1973 – 1 czerwca 1975     |
| Mieczysław Stępień  | 1 czerwca 1975 – 25 listopada 1980   |
| Eugeniusz Grabiec   | 25 listopada 1980 – 19 grudnia 1981  |
| Tadeusz Wilk        | 19 grudnia 1981 – 14 maja 1988       |
| Stanisław Sochaj    | 14 maja 1988 – 13 września 1990      |
| Jan Wojcieszczuk    | 13 września 1990 – 17 marca 1992     |
| Adam Cichocki       | 8 maja 1992 – 31 grudnia 1993        |
| Edward Hunek        | 28 stycznia 1994 – 20 listopada 1997 |
| Krzysztof Michalski | 4 stycznia 1998 – 31 grudnia 1998    |

## Wojewodowie lubelscy po 1999
| Wojewoda                   | Lata sprawowania urzędu                  | Uwagi                                                                                  |
| -------------------------- | ---------------------------------------- | -------------------------------------------------------------------------------------- |
| Krzysztof Michalski        | 1 stycznia 1999 – 18 lutego 2000         |                                                                                        |
| Waldemar Adam Dudziak      | 28 lutego 2000 – 22 października 2001    |                                                                                        |
| Andrzej Stefan Kurowski    | 22 października 2001 – 7 grudnia 2005    |                                                                                        |
| Wojciech Sławomir Żukowski | 7 grudnia 2005 – 31 października 2007    |                                                                                        |
| Genowefa Tokarska          | 29 listopada 2007 – 26 października 2011 | od 27 października 2011 kompetencje wojewody przejęła wicewojewoda Henryka Strojnowska |
| Jolanta Szołno-Koguc       | 12 grudnia 2011 – 11 marca 2014          |                                                                                        |
| Wojciech Wilk              | 12 marca 2014 – 11 listopada 2015        | od 12 listopada 2015 kompetencje wojewody przejął wicewojewoda Marian Starownik        |
| Przemysław Czarnek         | 8 grudnia 2015 – 11 listopada 2019       |                                                                                        |
| Lech Sprawka               | 25 listopada 2019 – 22 Grudnia 2023      |                                                                                        |
| Krzysztof Komorski         | od 22 grudnia 2023                       |                                                                                        |